# Wojna Francji z Ligą Augsburską
Wojna Francji z Ligą Augsburską zwana także wojną dziewięcioletnią, wojną orleańską, wojną o sukcesję w Palatynacie albo po prostu wojną palatynacką trwająca od 1688 do 1697 rozpoczęła się prowokacją francuskiego władcy Ludwika XIV, w której zażądał praw i alodiów rzekomo należących się księciu Filipowi Orleańskiemu poprzez jego małżeństwo z Liselottą Palatynacką. W tej wojnie Francja dążyła do formalnej akceptacji przez cesarza rzymskiego swoich poprzednich zdobyczy terytorialnych zrealizowanych w ramach polityki reunionów.
Doprowadziły do niej dwa konflikty, które powstały w wyniku ingerencji Ludwika XIV w politykę Rzeszy. Pierwszy to próba wprowadzenia na stanowisko biskupa Kolonii swojego protegowanego Wilhelma von Furstenberga, przeciwko jednemu z kandydatów z Wittelsbach popieranemu przez papieża i cesarza. Z kolei w 1688 Ludwik XIV w imieniu swojej krewnej Elżbiety Wittelsbach zażądał prawa do dziedzictwa palatynackiego. Zimą 1688 wojska francuskie wtargnęły do Palatynatu puszczając z dymem liczne miasta i wioski. Przeciwko Francuzom szybko sformował się ruch oporu w całym landzie. Do końca 1689 r. w ręce sił Rzeszy wpadły Kolonia i Koblencja. W kwietniu 1689 król angielski Wilhelm III Orański powołał ligę antyfrancuską, nazwaną Wielką Koalicją (ang. Grand Alliance), w skład której weszły Rzesza, Anglia, Holandia, Hiszpania i Sabaudia. Po ciężkich walkach Francuzi zepchnięci zostali do defensywy. Jednak sprzymierzonym brakowało sił aby zupełnie zniszczyć wojska Ludwika XIV – Wilhelm Orański musiał walczyć o władzę w kraju, natomiast cesarz uwikłany był w wojnę z Turcją.
W bitwie morskiej pod La Hogue, rozegranej w dniach 27 maja–3 czerwca 1692 (17–23 maja według używanego wtedy w Anglii kalendarza juliańskiego), flota angielska rozbiła Francuzów, zapobiegając tym samym ostatecznie francuskim planom restytucji Stuartów w osobie zdetronizowanego Jakuba II. W końcu 20 września 1697 w Rijswijk zwaśnione strony zawarły pokój, na mocy którego Francja zrzekła się praw w Palatynacie, zwróciła Barcelonę i Luksemburg Hiszpanii i uznała księcia Lotaryngii, nie tracąc jednak zagarniętego wcześniej Strasburga. Holandia otrzymała natomiast utracone ziemie graniczne i korzystne warunki handlowe z Francją.

## Przyczyny konfliktu
Zamiarem syna Fryderyka V elektora Karola I Ludwika była stabilizacja stosunków politycznych Francji, poprzez małżeństwo swojej córki Elżbiety Charlotty (znanej jako Lizelota z Palatynatu) z księciem Filipem Orleańskim, bratem francuskiego króla Ludwika XIV.
Planowane małżeństwo napotkało jednak trudności. Po śmierci Karola II, Ludwik XIV zażądał jako posagu dla swojej szwagierki ziem Palatynatu. Żądania te zostały jednak odrzucone przez rezydującą w Düsseldorfie katolicką linię Palatynat-Neuburg reprezentowaną przez Filipa Wilhelma Wittelsbacha. Francuzi, swoją korzyść strategiczną upatrywali w tym, że cesarz uwikłany w tym czasie był w wojnę z Turcją. Celem wojny stało się zapewnienie i rozszerzenie francuskich zdobyczy na ziemiach niemieckich.

## Przebieg wojny

### Niemcy
W roku 1688 Francuzi wtargnęli do Palatynatu i na tereny znajdujące się po lewej stronie Renu. Cesarz, reasekurowany przez Wielką Koalicję, w odpowiedzi na zagrożenie francuskie podjął działania wojenne w Rzeszy, rok później do walk włączyły się pozostałe państwa koalicji: Anglia, Szwecja, Hiszpania, Sabaudia oraz Niderlandy. Podjęte przez te państwa działania zbrojne, zmusiły Francuzów do wycofania się z okupowanych terenów. Francuzi, nie chcąc zostawiać przeciwnikowi przyczółków do ewentualnej ofensywy, spustoszyli ziemie Palatynatu, tak, że aż do czasów współczesnych zachowały się ślady zniszczenia miast i zamków. Swoje działania ponowili w latach 1692–1693, atakując tereny przygraniczne. Liczne miasteczka i wsie palatynackie zostały zrównane z ziemią. Zniszczono też Mannheim, Heidelberg i Spirę.
W trakcie operacji militarnych w Niemczech nie doszło do żadnej poważnej bitwy. Celem Francuzów było raczej osłabienie przeciwnika poprzez zniszczenie jego zaplecza. Celem armii Rzeszy było powstrzymywanie Francuzów przed kolejnymi atakami na ziemie niemieckie (Szwabia, Frankonia).

### Walki z Anglią
W roku 1689 przy pomocy francuskiej królowi angielskiemu Jakubowi II (obalonemu przez Wilhelma Orańskiego) udało się zająć prawie całą Irlandię. Zdobycze te, jednak szybko zostały utracone przez Jakuba po lądowaniu w Irlandii Wilhelma III. Jakub zbiegł do Francji. W roku 1692 Francuzi spróbowali ponownie obsadzić tron angielski Jakubem II. Tym razem zamierzali wysłać swoje oddziały bezpośrednio do Anglii, planując wysłanie 30 000 żołnierzy oraz floty transportowej. Anglikom udało się jednak w bitwie morskiej pod La Houge zniszczyć flotę francuską, co zniweczyło ostatecznie plany przeciwnika.

### Włochy
Relatywnie łatwą sytuację mieli Francuzi we Włoszech, wykorzystując zaangażowanie Austrii w walki z Turkami. Wojskowa neutralność księcia Sabaudii Wiktora Amadeusza II przez długi czas niepokoiła francuski dwór. Jego osobiste powiązania z cesarską rodziną oraz niechęć do Ludwika XIV, który przy każdej okazji traktował go z protekcjonalną arogancją, skłoniła go do przyłączenia się do koalicji antyfrancuskiej, pomimo tego, że zawierając sojusz z Francją mógłby liczyć na powiększenie swego szczupłego terytorium.
Z powodu niepewności co do intencji księcia Sabaudii Francja utrzymywała na alpejskim froncie armię pod dowództwem Catinata. Latem 1690 Ludwik XIV wysłał ultimatum do księcia Wiktora Amadeusza aby zmusić go by otwarcie opowiedział się po jednej lub drugiej stronie. Ludwik zażądał dostępu do twierdzy w Turynie.
Żądanie to ostatecznie przekonało księcia Sabaudii do przystąpienia do koalicji z Austrią i Hiszpanią. Na wieść o tym Catinat na czele 18-tys. armii wkroczył do Piemontu. 18 sierpnia 1690 w pobliżu słynącego z cennych zbiorów z dziedziny kultury i sztuki opactwa Staffarda 17-tys. armia sabaudzka, nie czekając na nadejście głównych sił austriacko-hiszpańskich, zaatakowała Francuzów. W toku bitwy opactwo uległo całkowitemu zniszczeniu, a Sabaudczycy ponieśli klęskę, tracąc 6700 żołnierzy. Dzięki swym zdolnościom i świetnemu wyszkoleniu swych wojsk Catinat wygrał bitwę tracąc ledwo 2000 żołnierzy. W krótkim czasie udało się Francuzom zająć niemal całą Sabaudię. Nie miało to jednak większego znaczenia w podjętych później negocjacjach pokojowych, które zmusiły Francję do zwrotu Sabaudii.

### Niderlandy
W Niderlandach Francuzi walczyli przeciwko armiom Rzeszy, Anglii i Niderlandów. Prowadzona przez marszałka von Luxemburg armia francuska odniosła kolejno 3 zwycięstwa w bitwach:
- 1 lipca 1690 pod Fleurus przeciwko Niemcom i Holendrom dowodzonym przez księcia Waldecka. Straty francuskie 3000 ludzi, sprzymierzeni – 9000
- 3 sierpnia 1692 pod Steenkerke przeciwko sprzymierzonym pod wodzą króla angielskiego Wilhelma III
- 29 lipca 1693 pod Neerwinden ponownie przeciwko armii Wilhelma III. Francuzi stracili 9000 ludzi, sprzymierzeni – 19 000

Dwa lata później, w 1695, artyleria francuska zniszczyła Brukselę. Mimo porażek sprzymierzonym udało się utrzymać przewagę militarną w Niderlandach.

### Wojna na morzu
Na morzu toczyły się walki pomiędzy Francją a Anglią i sprzymierzonymi z nią Hiszpanią oraz Niderlandami. Miejscem walk był głównie kanał La Manche, ale także Indie Zachodnie (zdobycie Cartageny przez Francuzów w roku 1697) i Nowa Fundlandia.
Po stronie francuskiej sporymi sukcesami wsławił się kapitan kaperski Jean Bart, który współdziałając z innymi kaprami w latach 1692–1697 zdobył 4000 statków. Nie zmieniło to jednak sytuacji na morzu i ostatecznej klęski Francuzów na tym akwenie.

### Traktat pokojowy
W roku 1697 wojnę zakończył traktat w Rijswijk. Francuzi zatrzymali Strasburg i Saarlouis, ale musieli zwrócić pozostałe zagarnięte miasta Rzeszy w Alzacji oraz należący do Hiszpanii Luksemburg. Holandia otrzymała prawo utrzymywania załóg w nadgranicznych twierdzach hiszpańskich Niderlandów (tj. Belgii), co było skierowane przeciwko Francji.

## Wydarzenia wojny dziewięcioletniej 1688-1697
- 21 sierpnia 1688 – bitwa pod Cochem
- 11 maja 1689 – bitwa morska w zatoce Bantry
- czerwiec 1689 – oblężenie Moguncji
- lipiec 1689 – oblężenie Bonn
- wrzesień 1689 – oblężenie Oberkirch
- 1 lipca 1690 – bitwa pod Fleurus
- 10 lipca 1690 – bitwa morska pod Beachy Head
- 18 sierpnia 1690 – bitwa pod Staffardą
- marzec 1691 – oblężenie Mons
- 18 września 1691 – bitwa pod Leuze
- maj 1692 – oblężenie Namur
- 29 maja 1692 – bitwa morska pod La Houge
- 3 sierpnia 1692 – bitwa pod Steenkerke
- 1693 – oblężenie Rosas
- 1693 – bitwa morska pod Lagos
- 29 lipca 1693 – bitwa pod Neerwinden
- 4 października 1693 – bitwa pod Marsaglią
- 1693 – oblężenie Charleroi
- 1693 – bitwa morska pod Barbados
- 27 maja 1694 – bitwa nad Ter
- 29 czerwca 1694 – bitwa morska pod Texel
- 1694 – oblężenie Palamos
- 1694 – oblężenie Girony
- 1695 – oblężenie Namur
- 17 czerwca 1696 – bitwa na Dogger Bank
- 1697 – oblężenie Ath
- 1697 – oblężenie Barcelony
- 1697 – oblężenie Ebernbergu
- 1697 – potyczka pod Marigot